# Вестборо (Массачусетс)
Вестборо (англ. Westborough) — місто (англ. town) в США, в окрузі Вустер штату Массачусетс. Населення — 21 567 осіб (2020).

## Демографія
Згідно з переписом 2010 року, у місті мешкали 18 272 особи в 6924 домогосподарствах у складі 4763 родин. Було 7350 помешкань
Расовий склад населення:
| - 77,4 % — білих - 17,4 % — азіатів - 1,5 % — чорних або афроамериканців - 0,2 % — корінних американців - 1,6 % — осіб інших рас |

До двох чи більше рас належало 1,9 %. Частка іспаномовних становила 3,9 % від усіх жителів.
За віковим діапазоном населення розподілялося таким чином: 25,6 % — особи молодші 18 років, 61,6 % — особи у віці 18—64 років, 12,8 % — особи у віці 65 років та старші. Медіана віку мешканця становила 39,8 року. На 100 осіб жіночої статі у місті припадало 96,2 чоловіків;  на 100 жінок у віці від 18 років та старших — 93,0 чоловіків також старших 18 років.
Середній дохід на одне домашнє господарство  становив 132 231 долар США (медіана — 107 604), а середній дохід на одну сім'ю — 153 231 долар (медіана — 132 543). Медіана доходів становила 100 775 доларів для чоловіків та 68 074 долари для жінок. За межею бідності перебувало 5,1 % осіб, у тому числі 5,0 % дітей у віці до 18 років та 7,4 % осіб у віці 65 років та старших.
Цивільне працевлаштоване населення становило 9848 осіб. Основні галузі зайнятості: науковці, спеціалісти, менеджери — 23,1 %, освіта, охорона здоров'я та соціальна допомога — 23,1 %, виробництво — 10,6 %, мистецтво, розваги та відпочинок — 8,4 %.